# الحديقة الوطنية جبل شيطانة - كاب نيقرو
الحديقة الوطنية جبل شيطانة - كاب نيقرو هي حديقة وطنية تقع على السّاحل الشّمالي لتونس بين رأس الصراط وسد سيدي البراق.
وتقع هذه الحديقة ضمن النّطاق المناخي الرطب الأدنى ذي الشتاء المعتدل.